# Shahul Hameed
Shahul Hameed (Tamil: ஷாகுல் ஹமீது, fallecido en 1998) fue un cantante de playback o reproducción indio que interpretaba canciones principalmente para películas en tamiles, bajo la dirección musical de AR Rahman. Su asociación remonta a los jingles de televisión en la década de 1980, siendo el principal compositor.

## Biografía
Shahul se hizo conocer como cantante, que surgió en un programa de televisión regular en la década de los años 1980. Ha interpretado más de 30 canciones como en shows el "Isaithendral" y entre otros. Su gran medida en la televisión, fue en el año 1982. Durante este tiempo, conoció a AR Rahman, que fue también un popular compositor de jingles para la televisión. Su primera asociación fue cuando lanzó un álbum titulado "Deen Isai Mazhai", que contenía temas musicales devocionales pertenecientes a la religión islámica en 1989. A partir de entonces, no dio la vuelta atrás en busca de este cantante, considerado la voz única. Hubo algunos éxitos importantes en la década de los años 1990, que permanecieron hasta el día de hoy.

## Su muerte
Shahul murió en un accidente automovilístico en 1998 cerca de la ciudad de Chennai. Su muerte provocó controversias en toda la música de la industria Tamil y sobre todo a AR Rahman, en particular.

## Discografía
| Año  | Título de la canción            | Película/ Nombre del álbum |
| ---- | ------------------------------- | -------------------------- |
| 1989 | "Ellam Pughazhum Iraivanukke"   | Deen Isai Mazhai           |
| 1989 | "Yengal Abdul"                  | Deen Isai Mazhai           |
| 1989 | "Nagoore Shahul Hameed"         | Deen Isai Mazhai           |
| 1989 | "Nagoore Naharalum Tooya"       | Deen Isai Mazhai           |
| 1993 | "Usilampatti Penkutti"          | Gentleman                  |
| 1993 | "Maari Mazhai Peyyadho"         | Uzhavan                    |
| 1993 | "Rasaathi EnUsuru"              | Thiruda Thiruda            |
| 1994 | "Senthamizhnattu Tamizhachhiye" | Vandicholai Chinraasu      |
| 1994 | "Eechampazham"                  | Pavitra                    |
| 1994 | "Madrasai Suthi"                | May Madham                 |
| 1994 | "Palakkattu Machhanukku"        | May Madham                 |
| 1994 | "Edhukku Pondaati"              | Kizhakku Cheemayile        |
| 1994 | "Pachhai Kili Padum"            | Karuthamma                 |
| 1994 | "Oorvasi Oorvasi"               | Kadhalan                   |
| 1994 | "Pettai Rap"                    | Kadhalan                   |
| 1996 | "Muthu Muthu                    | Kizhakku Mugham            |
| 1997 | "Aval Varuvaala"                | Nerukku Ner                |
| 1998 | "Vaarayo Thozhi"                | Jeans                      |

- Datos: Q3533089